# Papuacola albisigillata
Papuacola albisigillata là một loài bướm đêm trong họ Noctuidae.